# Copa Libertadores 2012
Copa Libertadores 2012 – 53. edycja Copa Libertadores.

## Uczestnicy
| Legenda                                      |
| Zespół odpadł na dowolnym szczeblu rozgrywek |
| Zwycięzca Copa Libertadores                  |

| Zespoły rozpoczynające rozgrywki od fazy grupowej  | Zespoły rozpoczynające rozgrywki od fazy grupowej | Zespoły rozpoczynające rozgrywki od fazy grupowej | Zespoły rozpoczynające rozgrywki od fazy grupowej |
| -------------------------------------------------- | ------------------------------------------------- | ------------------------------------------------- | ------------------------------------------------- |
| Club Atlético Lanús                                | Boca Juniors                                      | CA Vélez Sarsfield                                | Godoy Cruz Antonio Tomba                          |
| Santos FC                                          | Corinthians Paulista                              | CR Vasco da Gama                                  | Fluminense FC                                     |
| Club Bolívar                                       | Club The Strongest                                | Club Universidad de Chile                         | CD Universidad Católica                           |
| Atlético Nacional                                  | Junior Barranquilla                               | Deportivo Quito                                   | CS Emelec                                         |
| Club Juan Aurich                                   | Alianza Lima                                      | Club Olimpia                                      | Club Nacional                                     |
| Defensor Sporting                                  | Club Nacional de Football                         | Deportivo Táchira                                 | Zamora FC                                         |
| Cruz Azul                                          | Chivas de Guadalajara                             |                                                   |                                                   |
| Zespoły rozpoczynające rozgrywki od rundy wstępnej |                                                   |                                                   |                                                   |
| Arsenal Sarandí                                    | CR Flamengo                                       | Internacional Porto Alegre                        | Real Potosí                                       |
| Unión Española                                     | Once Caldas                                       | CD El Nacional                                    | Club Libertad                                     |
| Sport Huancayo                                     | CA Peñarol                                        | Caracas FC                                        | Tigres UANL                                       |

## Runda wstępna
| Drużyna 1                            | Wynik dwumeczu | Drużyna 2      | Pierwszy mecz | Drugi mecz |
| ------------------------------------ | -------------- | -------------- | ------------- | ---------- |
| Arsenal Sarandí                      | 4:1            | Sport Huancayo | 3:0           | 1:1        |
| Real Potosí                          | 2:3            | CR Flamengo    | 2:1           | 0:2        |
| CA Peñarol                           | 5:1            | Caracas        | 4:0           | 1:1        |
| CD El Nacional                       | 2:4            | Club Libertad  | 1:0           | 1:4        |
| SC Internacional                     | 4:2            | Once Caldas    | 2:0           | 2:2        |
| Unión Española                       | 3:2            | Tigres UANL    | 1:0           | 2:2        |
| Po lewej gospodarz pierwszego meczu. |                |                |               |            |

## 1/16 finału (Faza grupowa)
|  | Zespoły zakwalifikowane do 1/8 finału |
|  | Zespoły wyeliminowane                 |

### Grupa 1
| Zespół             | Mecze | Z | R | P | Br+ | Br− | Bilans | Pkt |
| ------------------ | ----- | - | - | - | --- | --- | ------ | --- |
| Santos FC          | 6     | 4 | 1 | 1 | 12  | 5   | +7     | 13  |
| SC Internacional   | 6     | 2 | 2 | 2 | 10  | 6   | +4     | 8   |
| Club The Strongest | 6     | 2 | 1 | 3 | 5   | 11  | -6     | 7   |
| Club Juan Aurich   | 6     | 2 | 0 | 4 | 4   | 9   | -5     | 6   |

|                  | Internacional Porto Alegre | Juan Aurich Chiclayo | Santos FC | Club The Strongest |
| ---------------- | -------------------------- | -------------------- | --------- | ------------------ |
| SC Internacional |                            | 2-0                  | 1-1       | 5-0                |
| Juan Aurich      | 1-0                        |                      | 1-3       | 1-0                |
| Santos FC        | 3-1                        | 2-0                  |           | 2-0                |
| The Strongest    | 1-1                        | 2-1                  | 2-1       |                    |

### Grupa 2
| Zespół      | Mecze | Z | R | P | Br+ | Br− | Bilans | Pkt |
| ----------- | ----- | - | - | - | --- | --- | ------ | --- |
| Lanús       | 6     | 3 | 1 | 2 | 11  | 6   | +5     | 10  |
| Emelec      | 6     | 3 | 0 | 3 | 7   | 8   | -1     | 9   |
| CR Flamengo | 6     | 2 | 2 | 2 | 12  | 10  | +2     | 8   |
| Olimpia     | 6     | 2 | 1 | 3 | 10  | 16  | -6     | 7   |

|             | Club Sport Emelec | Clube de Regatas do Flamengo | Club Atlético Lanús | Club Olimpia |
| ----------- | ----------------- | ---------------------------- | ------------------- | ------------ |
| Emelec      |                   | 3-2                          | 0-2                 | 1-0          |
| CR Flamengo | 1-0               |                              | 3-0                 | 3-3          |
| Lanús       | 1-0               | 1-1                          |                     | 6-0          |
| Olimpia     | 2-3               | 3-2                          | 2-1                 |              |

### Grupa 3
| Zespół                  | Mecze | Z | R | P | Br+ | Br− | Bilans | Pkt |
| ----------------------- | ----- | - | - | - | --- | --- | ------ | --- |
| Unión Española          | 6     | 3 | 1 | 2 | 10  | 7   | +3     | 10  |
| Bolívar                 | 6     | 3 | 1 | 2 | 9   | 7   | +2     | 10  |
| Junior                  | 6     | 2 | 1 | 3 | 8   | 8   | 0      | 7   |
| CD Universidad Católica | 6     | 1 | 3 | 2 | 6   | 11  | -5     | 6   |

|                         | Club Bolívar | Junior Barranquilla | Unión Española | Universidad Católica |
| ----------------------- | ------------ | ------------------- | -------------- | -------------------- |
| Bolívar                 |              | 2-1                 | 1-3            | 3-0                  |
| Junior                  | 0-1          |                     | 2-1            | 3-0                  |
| Unión Española          | 2-1          | 2-0                 |                | 1-1                  |
| CD Universidad Católica | 1-1          | 2-2                 | 2-1            |                      |

### Grupa 4
| Zespół        | Mecze | Z | R | P | Br+ | Br− | Bilans | Pkt |
| ------------- | ----- | - | - | - | --- | --- | ------ | --- |
| Fluminense FC | 6     | 5 | 0 | 0 | 7   | 4   | +3     | 15  |
| Boca Juniors  | 6     | 4 | 1 | 1 | 9   | 3   | +6     | 13  |
| Arsenal       | 6     | 2 | 0 | 4 | 6   | 7   | -1     | 3   |
| Zamora        | 6     | 0 | 1 | 5 | 0   | 8   | -8     | 1   |

|               | Arsenal de Sarandí | Boca Juniors | Fluminense Football Club | Zamora FC |
| ------------- | ------------------ | ------------ | ------------------------ | --------- |
| Arsenal       |                    | 1-2          | 1-2                      | 3-0       |
| Boca Juniors  | 2-0                |              | 1-2                      | 2-0       |
| Fluminense FC | 1-0                | 0-2          |                          | 1-0       |
| Zamora        | 0-1                | 0-0          | 0-1                      |           |

### Grupa 5
| Zespół           | Mecze | Z | R | P | Br+ | Br− | Bilans | Pkt |
| ---------------- | ----- | - | - | - | --- | --- | ------ | --- |
| Libertad         | 6     | 4 | 1 | 1 | 11  | 7   | +4     | 13  |
| CR Vasco da Gama | 6     | 4 | 1 | 1 | 10  | 6   | +4     | 13  |
| Nacional         | 6     | 2 | 0 | 4 | 5   | 7   | -2     | 6   |
| Alianza          | 6     | 1 | 0 | 5 | 6   | 12  | -6     | 3   |

|                  | Club Libertad | CR Vasco da Gama | Club Nacional de Football | Alianza Lima |
| ---------------- | ------------- | ---------------- | ------------------------- | ------------ |
| Libertad         |               | 1-1              | 2-1                       | 4-1          |
| CR Vasco da Gama | 2-0           |                  | 1-2                       | 3-2          |
| Nacional         | 1-2           | 0-1              |                           | 1-0          |
| Alianza          | 1-2           | 1-2              | 1-0                       |              |

### Grupa 6
| Zespół               | Mecze | Z | R | P | Br+ | Br− | Bilans | Pkt |
| -------------------- | ----- | - | - | - | --- | --- | ------ | --- |
| Corinthians Paulista | 6     | 4 | 2 | 0 | 13  | 2   | +11    | 14  |
| Cruz Azul            | 6     | 3 | 2 | 1 | 11  | 4   | +7     | 11  |
| Nacional             | 6     | 1 | 1 | 4 | 6   | 13  | -7     | 4   |
| Deportivo Táchira    | 6     | 0 | 3 | 3 | 4   | 15  | -11    | 3   |

|                      | Sport Club Corinthians Paulista | Cruz Azul | Deportivo Táchira | Club Nacional |
| -------------------- | ------------------------------- | --------- | ----------------- | ------------- |
| Corinthians Paulista |                                 | 1-0       | 6-0               | 2-0           |
| Cruz Azul            | 0-0                             |           | 4-0               | 4-1           |
| Deportivo Táchira    | 1-1                             | 1-1       |                   | 0-0           |
| Nacional             | 1-3                             | 1-2       | 3-2               |               |

### Grupa 7
| Zespół             | Mecze | Z | R | P | Br+ | Br− | Bilans | Pkt |
| ------------------ | ----- | - | - | - | --- | --- | ------ | --- |
| CA Vélez Sarsfield | 6     | 4 | 0 | 2 | 10  | 6   | +4     | 12  |
| Deportivo Quito    | 6     | 3 | 1 | 2 | 11  | 4   | +7     | 10  |
| Defensor Sporting  | 6     | 3 | 0 | 3 | 6   | 7   | -1     | 9   |
| Guadalajara        | 6     | 1 | 1 | 4 | 2   | 12  | -10    | 4   |

|                    | Defensor Sporting | Sociedad Deportivo Quito | C.D. Guadalajara | Club Atlético Vélez Sársfield |
| ------------------ | ----------------- | ------------------------ | ---------------- | ----------------------------- |
| Defensor Sporting  |                   | 2-0                      | 1-0              | 0-3                           |
| Deportivo Quito    | 2-0               |                          | 5-0              | 3-0                           |
| Guadalajara        | 1-0               | 1-1                      |                  | 0-2                           |
| CA Vélez Sarsfield | 1-3               | 1-0                      | 3-0              |                               |

### Grupa 8
| Zespół                    | Mecze | Z | R | P | Br+ | Br− | Bilans | Pkt |
| ------------------------- | ----- | - | - | - | --- | --- | ------ | --- |
| Club Universidad de Chile | 6     | 4 | 1 | 1 | 11  | 6   | +5     | 13  |
| Atlético Nacional         | 6     | 3 | 2 | 1 | 16  | 8   | +8     | 11  |
| Godoy Cruz                | 6     | 1 | 2 | 3 | 10  | 16  | -6     | 5   |
| Peñarol                   | 6     | 1 | 1 | 4 | 6   | 13  | -7     | 4   |

|                           | Atlético Nacional | Godoy Cruz Antonio Tomba | CA Peñarol | Club Universidad de Chile |
| ------------------------- | ----------------- | ------------------------ | ---------- | ------------------------- |
| Atlético Nacional         |                   | 2-2                      | 3-0        | 2-0                       |
| Godoy Cruz                | 4-4               |                          | 1-0        | 0-1                       |
| Peñarol                   | 0-4               | 4-2                      |            | 1-1                       |
| Club Universidad de Chile | 2-1               | 5-1                      | 2-1        |                           |

## Runda finałowa

### Zespoły zakwalifikowane
|  | Zespoły z 1 miejsca |
|  | Zespoły z 2 miejsca |

| Nr | Drużyna                   | Pkt | Bilans | Br+ | Br.w. |
| -- | ------------------------- | --- | ------ | --- | ----- |
| 1  | Fluminense FC             | 15  | +3     | 7   | 5     |
| 2  | Corinthians Paulista      | 14  | +11    | 13  | 4     |
| 3  | Santos FC                 | 13  | +7     | 12  | 5     |
| 4  | Club Universidad de Chile | 13  | +5     | 11  | 2     |
| 5  | Libertad                  | 13  | +4     | 11  | 4     |
| 6  | CA Vélez Sarsfield        | 12  | +4     | 10  | 5     |
| 7  | Lanús                     | 10  | +5     | 11  | 3     |
| 8  | Unión Española            | 10  | +3     | 10  | 5     |
| 9  | Boca Juniors              | 13  | +6     | 9   | 4     |
| 10 | CR Vasco da Gama          | 13  | +4     | 10  | 4     |
| 11 | Atlético Nacional         | 11  | +8     | 16  | 9     |
| 12 | Cruz Azul                 | 11  | +7     | 11  | 3     |
| 13 | Deportivo Quito           | 10  | +7     | 11  | 1     |
| 14 | Bolívar                   | 10  | +2     | 9   | 3     |
| 15 | Emelec                    | 9   | -1     | 7   | 3     |
| 16 | SC Internacional          | 8   | +4     | 10  | 2     |

Nr – rozstawienie, Pkt. – punkty, Br+ – bramki zdobyte, Br.w. – bramki wyjazdowe

### Drabinka
|  |                                           |                                           |                                           |                                           |                                           |   |       |                                   |                                   |                                   |                                   |                                   |  |  |                                   |                                   |                                   |                                   |                                   |  |  |                              |                              |                              |                              |                              |
|  | 1/8 finału (25 kwietnia, 1-3 i 8–10 maja) | 1/8 finału (25 kwietnia, 1-3 i 8–10 maja) | 1/8 finału (25 kwietnia, 1-3 i 8–10 maja) | 1/8 finału (25 kwietnia, 1-3 i 8–10 maja) | 1/8 finału (25 kwietnia, 1-3 i 8–10 maja) |   |       | Ćwierćfinały (15-17 i 22–24 maja) | Ćwierćfinały (15-17 i 22–24 maja) | Ćwierćfinały (15-17 i 22–24 maja) | Ćwierćfinały (15-17 i 22–24 maja) | Ćwierćfinały (15-17 i 22–24 maja) |  |  | Półfinały (12-14 i 19–21 czerwca) | Półfinały (12-14 i 19–21 czerwca) | Półfinały (12-14 i 19–21 czerwca) | Półfinały (12-14 i 19–21 czerwca) | Półfinały (12-14 i 19–21 czerwca) |  |  | Finał (26 czerwca i 4 lipca) | Finał (26 czerwca i 4 lipca) | Finał (26 czerwca i 4 lipca) | Finał (26 czerwca i 4 lipca) | Finał (26 czerwca i 4 lipca) |
|  | 1/8 finału (25 kwietnia, 1-3 i 8–10 maja) | 1/8 finału (25 kwietnia, 1-3 i 8–10 maja) | 1/8 finału (25 kwietnia, 1-3 i 8–10 maja) | 1/8 finału (25 kwietnia, 1-3 i 8–10 maja) | 1/8 finału (25 kwietnia, 1-3 i 8–10 maja) |   |       | Ćwierćfinały (15-17 i 22–24 maja) | Ćwierćfinały (15-17 i 22–24 maja) | Ćwierćfinały (15-17 i 22–24 maja) | Ćwierćfinały (15-17 i 22–24 maja) | Ćwierćfinały (15-17 i 22–24 maja) |  |  | Półfinały (12-14 i 19–21 czerwca) | Półfinały (12-14 i 19–21 czerwca) | Półfinały (12-14 i 19–21 czerwca) | Półfinały (12-14 i 19–21 czerwca) | Półfinały (12-14 i 19–21 czerwca) |  |  | Finał (26 czerwca i 4 lipca) | Finał (26 czerwca i 4 lipca) | Finał (26 czerwca i 4 lipca) | Finał (26 czerwca i 4 lipca) | Finał (26 czerwca i 4 lipca) |
|  |                                           |                                           |                                           |                                           |                                           |   |       |                                   |                                   |                                   |                                   |                                   |  |  |                                   |                                   |                                   |                                   |                                   |  |  |                              |                              |                              |                              |                              |
|  |                                           |                                           |                                           |                                           |                                           |   |       |                                   |                                   |                                   |                                   |                                   |  |  |                                   |                                   |                                   |                                   |                                   |  |  |                              |                              |                              |                              |                              |
|  | 1                                         | Fluminense FC                             | 0                                         | 2                                         | 2                                         |   |       |                                   |                                   |                                   |                                   |                                   |  |  |                                   |                                   |                                   |                                   |                                   |  |  |                              |                              |                              |                              |                              |
|  | 1                                         | Fluminense FC                             | 0                                         | 2                                         | 2                                         |   |       |                                   |                                   |                                   |                                   |                                   |  |  |                                   |                                   |                                   |                                   |                                   |  |  |                              |                              |                              |                              |                              |
|  | 16                                        | SC Internacional                          | 0                                         | 1                                         | 1                                         |   |       |                                   |                                   |                                   |                                   |                                   |  |  |                                   |                                   |                                   |                                   |                                   |  |  |                              |                              |                              |                              |                              |
|  | 16                                        | SC Internacional                          | 0                                         | 1                                         | 1                                         |   |       | 1                                 | Fluminense FC                     | 0                                 | 1                                 | 1                                 |  |  |                                   |                                   |                                   |                                   |                                   |  |  |                              |                              |                              |                              |                              |
|  |                                           |                                           |                                           |                                           |                                           |   |       | 1                                 | Fluminense FC                     | 0                                 | 1                                 | 1                                 |  |  |                                   |                                   |                                   |                                   |                                   |  |  |                              |                              |                              |                              |                              |
|  |                                           |                                           | 9                                         | Boca Juniors                              | 1                                         | 1 | 2     |                                   |                                   |                                   |                                   |                                   |  |  |                                   |                                   |                                   |                                   |                                   |  |  |                              |                              |                              |                              |                              |
|  | 8                                         | Unión Española                            | 9                                         | Boca Juniors                              | 1                                         | 1 | 2     | 1                                 | 2                                 | 3                                 |                                   |                                   |  |  |                                   |                                   |                                   |                                   |                                   |  |  |                              |                              |                              |                              |                              |
|  | 8                                         | Unión Española                            |                                           |                                           |                                           |   |       |                                   |                                   | 3                                 |                                   |                                   |  |  |                                   |                                   |                                   |                                   |                                   |  |  |                              |                              |                              |                              |                              |
|  | 9                                         | Boca Juniors                              | 2                                         | 3                                         | 5                                         |   |       |                                   |                                   |                                   |                                   |                                   |  |  |                                   |                                   |                                   |                                   |                                   |  |  |                              |                              |                              |                              |                              |
|  | 9                                         | Boca Juniors                              | 2                                         | 3                                         | 5                                         |   |       | 9                                 | Boca Juniors                      | 2                                 | 0                                 | 2                                 |  |  |                                   |                                   |                                   |                                   |                                   |  |  |                              |                              |                              |                              |                              |
|  |                                           |                                           |                                           |                                           |                                           |   |       |                                   |                                   |                                   |                                   |                                   |  |  |                                   |                                   |                                   |                                   |                                   |  |  |                              |                              |                              |                              |                              |
|  |                                           |                                           | 4                                         | Club Universidad de Chile                 | 0                                         | 0 | 0     |                                   |                                   |                                   |                                   |                                   |  |  |                                   |                                   |                                   |                                   |                                   |  |  |                              |                              |                              |                              |                              |
|  | 5                                         | Club Universidad de Chile                 | 4                                         | Club Universidad de Chile                 | 0                                         | 0 | 0     | 1                                 | 6                                 | 7                                 |                                   |                                   |  |  |                                   |                                   |                                   |                                   |                                   |  |  |                              |                              |                              |                              |                              |
|  | 5                                         | Club Universidad de Chile                 |                                           |                                           |                                           |   |       |                                   |                                   | 7                                 |                                   |                                   |  |  |                                   |                                   |                                   |                                   |                                   |  |  |                              |                              |                              |                              |                              |
|  | 12                                        | Deportivo                                 | 4                                         | 0                                         | 4                                         |   |       |                                   |                                   |                                   |                                   |                                   |  |  |                                   |                                   |                                   |                                   |                                   |  |  |                              |                              |                              |                              |                              |
|  | 12                                        | Deportivo                                 | 4                                         | 0                                         | 4                                         |   |       | 4                                 | Club Universidad de Chile         | 1                                 | 1                                 | 2 (5)                             |  |  |                                   |                                   |                                   |                                   |                                   |  |  |                              |                              |                              |                              |                              |
|  |                                           |                                           |                                           |                                           |                                           |   |       | 4                                 | Club Universidad de Chile         | 1                                 | 1                                 | 2 (5)                             |  |  |                                   |                                   |                                   |                                   |                                   |  |  |                              |                              |                              |                              |                              |
|  |                                           |                                           | 5                                         | Libertad                                  | 1                                         | 1 | 2 (3) |                                   |                                   |                                   |                                   |                                   |  |  |                                   |                                   |                                   |                                   |                                   |  |  |                              |                              |                              |                              |                              |
|  | 4                                         | Libertad                                  | 5                                         | Libertad                                  | 1                                         | 1 | 2 (3) | 1                                 | 2                                 | 3                                 |                                   |                                   |  |  |                                   |                                   |                                   |                                   |                                   |  |  |                              |                              |                              |                              |                              |
|  | 4                                         | Libertad                                  |                                           |                                           |                                           |   |       |                                   |                                   | 3                                 |                                   |                                   |  |  |                                   |                                   |                                   |                                   |                                   |  |  |                              |                              |                              |                              |                              |
|  | 13                                        | Cruz Azul                                 | 1                                         | 0                                         | 1                                         |   |       |                                   |                                   |                                   |                                   |                                   |  |  |                                   |                                   |                                   |                                   |                                   |  |  |                              |                              |                              |                              |                              |
|  | 13                                        | Cruz Azul                                 | 1                                         | 0                                         | 1                                         |   |       | 9                                 | Boca Juniors                      | 1                                 | 0                                 | 1                                 |  |  |                                   |                                   |                                   |                                   |                                   |  |  |                              |                              |                              |                              |                              |
|  |                                           |                                           |                                           |                                           |                                           |   |       |                                   |                                   |                                   |                                   |                                   |  |  |                                   |                                   |                                   |                                   |                                   |  |  |                              |                              |                              |                              |                              |
|  |                                           |                                           | 2                                         | Corinthians Paulista                      | 1                                         | 1 | 3     |                                   |                                   |                                   |                                   |                                   |  |  |                                   |                                   |                                   |                                   |                                   |  |  |                              |                              |                              |                              |                              |
|  | 2                                         | Corinthians Paulista                      | 2                                         | Corinthians Paulista                      | 1                                         | 1 | 3     | 0                                 | 3                                 | 3                                 |                                   |                                   |  |  |                                   |                                   |                                   |                                   |                                   |  |  |                              |                              |                              |                              |                              |
|  | 2                                         | Corinthians Paulista                      |                                           |                                           |                                           |   |       |                                   |                                   | 3                                 |                                   |                                   |  |  |                                   |                                   |                                   |                                   |                                   |  |  |                              |                              |                              |                              |                              |
|  | 15                                        | Emelec                                    | 0                                         | 0                                         | 0                                         |   |       |                                   |                                   |                                   |                                   |                                   |  |  |                                   |                                   |                                   |                                   |                                   |  |  |                              |                              |                              |                              |                              |
|  | 15                                        | Emelec                                    | 0                                         | 0                                         | 0                                         |   |       | 2                                 | Corinthians Paulista              | 0                                 | 1                                 | 1                                 |  |  |                                   |                                   |                                   |                                   |                                   |  |  |                              |                              |                              |                              |                              |
|  |                                           |                                           |                                           |                                           |                                           |   |       | 2                                 | Corinthians Paulista              | 0                                 | 1                                 | 1                                 |  |  |                                   |                                   |                                   |                                   |                                   |  |  |                              |                              |                              |                              |                              |
|  |                                           |                                           | 10                                        | CR Vasco da Gama                          | 0                                         | 0 | 0     |                                   |                                   |                                   |                                   |                                   |  |  |                                   |                                   |                                   |                                   |                                   |  |  |                              |                              |                              |                              |                              |
|  | 7                                         | Lanús                                     | 10                                        | CR Vasco da Gama                          | 0                                         | 0 | 0     | 1                                 | 2                                 | 3 (4)                             |                                   |                                   |  |  |                                   |                                   |                                   |                                   |                                   |  |  |                              |                              |                              |                              |                              |
|  | 7                                         | Lanús                                     |                                           |                                           |                                           |   |       |                                   |                                   | 3 (4)                             |                                   |                                   |  |  |                                   |                                   |                                   |                                   |                                   |  |  |                              |                              |                              |                              |                              |
|  | 10                                        | CR Vasco da Gama                          | 2                                         | 1                                         | 3 (5)                                     |   |       |                                   |                                   |                                   |                                   |                                   |  |  |                                   |                                   |                                   |                                   |                                   |  |  |                              |                              |                              |                              |                              |
|  | 10                                        | CR Vasco da Gama                          | 2                                         | 1                                         | 3 (5)                                     |   |       | 2                                 | Corinthians Paulista              | 1                                 | 1                                 | 2                                 |  |  |                                   |                                   |                                   |                                   |                                   |  |  |                              |                              |                              |                              |                              |
|  |                                           |                                           |                                           |                                           |                                           |   |       |                                   |                                   |                                   |                                   |                                   |  |  |                                   |                                   |                                   |                                   |                                   |  |  |                              |                              |                              |                              |                              |
|  |                                           |                                           | 3                                         | Santos FC                                 | 0                                         | 1 | 1     |                                   |                                   |                                   |                                   |                                   |  |  |                                   |                                   |                                   |                                   |                                   |  |  |                              |                              |                              |                              |                              |
|  | 3                                         | Santos FC                                 | 3                                         | Santos FC                                 | 0                                         | 1 | 1     | 1                                 | 8                                 | 9                                 |                                   |                                   |  |  |                                   |                                   |                                   |                                   |                                   |  |  |                              |                              |                              |                              |                              |
|  | 3                                         | Santos FC                                 |                                           |                                           |                                           |   |       |                                   |                                   | 9                                 |                                   |                                   |  |  |                                   |                                   |                                   |                                   |                                   |  |  |                              |                              |                              |                              |                              |
|  | 14                                        | Bolívar                                   | 2                                         | 0                                         | 2                                         |   |       |                                   |                                   |                                   |                                   |                                   |  |  |                                   |                                   |                                   |                                   |                                   |  |  |                              |                              |                              |                              |                              |
|  | 14                                        | Bolívar                                   | 2                                         | 0                                         | 2                                         |   |       | 3                                 | Santos FC                         | 0                                 | 1                                 | 1 (4)                             |  |  |                                   |                                   |                                   |                                   |                                   |  |  |                              |                              |                              |                              |                              |
|  |                                           |                                           |                                           |                                           |                                           |   |       | 3                                 | Santos FC                         | 0                                 | 1                                 | 1 (4)                             |  |  |                                   |                                   |                                   |                                   |                                   |  |  |                              |                              |                              |                              |                              |
|  |                                           |                                           | 6                                         | CA Vélez Sarsfield                        | 1                                         | 0 | 1 (2) |                                   |                                   |                                   |                                   |                                   |  |  |                                   |                                   |                                   |                                   |                                   |  |  |                              |                              |                              |                              |                              |
|  | 6                                         | CA Vélez Sarsfield                        | 6                                         | CA Vélez Sarsfield                        | 1                                         | 0 | 1 (2) | 1                                 | 1                                 | 2                                 |                                   |                                   |  |  |                                   |                                   |                                   |                                   |                                   |  |  |                              |                              |                              |                              |                              |
|  | 6                                         | CA Vélez Sarsfield                        |                                           |                                           |                                           |   |       |                                   |                                   | 2                                 |                                   |                                   |  |  |                                   |                                   |                                   |                                   |                                   |  |  |                              |                              |                              |                              |                              |
|  | 11                                        | Atlético Nacional                         | 1                                         | 0                                         | 1                                         |   |       |                                   |                                   |                                   |                                   |                                   |  |  |                                   |                                   |                                   |                                   |                                   |  |  |                              |                              |                              |                              |                              |
|  | 11                                        | Atlético Nacional                         | 1                                         | 0                                         | 1                                         |   |       |                                   |                                   |                                   |                                   |                                   |  |  |                                   |                                   |                                   |                                   |                                   |  |  |                              |                              |                              |                              |                              |
|  |                                           |                                           |                                           |                                           |                                           |   |       |                                   |                                   |                                   |                                   |                                   |  |  |                                   |                                   |                                   |                                   |                                   |  |  |                              |                              |                              |                              |                              |

a – awans dzięki bramkom zdobytym na wyjeździe

### 1/8 finału
| Drużyna 1                            | Wynik dwumeczu | Drużyna 2                 | Pierwszy mecz | Drugi mecz |
| ------------------------------------ | -------------- | ------------------------- | ------------- | ---------- |
| SC Internacional                     | 1:2            | Fluminense FC             | 0:0           | 1:2        |
| CA Boca Juniors                      | 5:3            | Unión Española            | 2:1           | 3:2        |
| Deportivo Quito                      | 4:7            | Club Universidad de Chile | 4:1           | 0:6        |
| Cruz Azul                            | 1:3            | Club Libertad             | 1:1           | 0:2        |
| CS Emelec                            | 0:3            | SC Corinthians Paulista   | 0:0           | 0:3        |
| CR Vasco da Gama                     | 3:3 (k. 5-4)   | CA Lanús                  | 1:2           | 2:1        |
| Club Bolívar                         | 2:9            | Santos FC                 | 2:1           | 0:8        |
| Atlético Nacional                    | 1:2            | CA Vélez Sarsfield        | 0:1           | 1:1        |
| Po lewej gospodarz pierwszego meczu. |                |                           |               |            |

### 1/4 finału
| Drużyna 1                            | Wynik dwumeczu | Drużyna 2                 | Pierwszy mecz | Drugi mecz |
| ------------------------------------ | -------------- | ------------------------- | ------------- | ---------- |
| CA Boca Juniors                      | 2:1            | Fluminense FC             | 1:0           | 1:1        |
| Club Libertad                        | 2:2 (k. 3-5)   | Club Universidad de Chile | 1:1           | 1:1        |
| CR Vasco da Gama                     | 0:1            | SC Corinthians Paulista   | 0:0           | 0:1        |
| CA Vélez Sarsfield                   | 1:1 (k. 2-4)   | Santos FC                 | 1:0           | 0:1        |
| Po lewej gospodarz pierwszego meczu. |                |                           |               |            |

### 1/2 finału
| Drużyna 1                            | Wynik dwumeczu | Drużyna 2                 | Pierwszy mecz | Drugi mecz |
| ------------------------------------ | -------------- | ------------------------- | ------------- | ---------- |
| CA Boca Juniors                      | 2:0            | Club Universidad de Chile | 2:0           | 0:0        |
| Santos FC                            | 1:2            | SC Corinthians Paulista   | 0:1           | 1:1        |
| Po lewej gospodarz pierwszego meczu. |                |                           |               |            |

### Finał
| Drużyna 1                            | Wynik dwumeczu | Drużyna 2               | Pierwszy mecz | Drugi mecz |
| ------------------------------------ | -------------- | ----------------------- | ------------- | ---------- |
| CA Boca Juniors                      | 1:3            | SC Corinthians Paulista | 1:1           | 0:2        |
| Po lewej gospodarz pierwszego meczu. |                |                         |               |            |

## Klasyfikacja strzelców bramek
| Gole | Piłkarz                  | Klub                       |
| ---- | ------------------------ | -------------------------- |
| 8    | Matías Alustiza          | Deportivo Quito            |
| 8    | Neymar                   | Santos FC                  |
| 7    | Dorlan Pabón             | Atlético Nacional          |
| 6    | Junior Fernándes         | Club Universidad de Chile  |
| 6    | Leandro Damião           | Internacional Porto Alegre |
| 5    | Emerson Sheik            | Corinthians Paulista       |
| 5    | Emanuel Herrera          | Unión Española             |
| 5    | Javier Orozco            | Cruz Azul                  |
| 4    | Danilo                   | Corinthians Paulista       |
| 4    | Ángelo Henríquez         | Club Universidad de Chile  |
| 4    | Alan Kardec              | Santos FC                  |
| 4    | Luis Fernando Mosquera   | Atlético Nacional          |
| 4    | José Ariel Núñez         | Club Libertad              |
| 4    | Mariano Pavone           | CA Lanús                   |
| 4    | Mario Regueiro           | CA Lanús                   |
| 4    | Matías Nicolás Rodríguez | Club Universidad de Chile  |

## Klasyfikacja
Poniższa tabela ma charakter statystyczny. O kolejności decyduje na pierwszym miejscu osiągnięty etap rozgrywek, a dopiero potem dorobek bramkowo-punktowy. W przypadku klubów, które odpadły w rozgrywkach grupowych o kolejności decyduje najpierw miejsce w tabeli grupy, a dopiero potem liczba zdobytych punktów i bilans bramkowy.
| Poz                                                                      | Klub                       | Mecze | Zw | Rem | Por | Pkt | BrZd | BrStr |
| ------------------------------------------------------------------------ | -------------------------- | ----- | -- | --- | --- | --- | ---- | ----- |
| 1                                                                        | Corinthians Paulista       | 14    | 8  | 6   | 0   | 30  | 22   | 4     |
| 2                                                                        | Boca Juniors               | 14    | 8  | 4   | 2   | 28  | 19   | 10    |
| 3                                                                        | Santos FC                  | 12    | 6  | 2   | 4   | 20  | 23   | 10    |
| 4                                                                        | Club Universidad de Chile  | 12    | 5  | 4   | 3   | 19  | 20   | 14    |
| 5                                                                        | Club Libertad              | 12    | 6  | 4   | 2   | 22  | 20   | 12    |
| 6                                                                        | Fluminense Rio de Janeiro  | 10    | 6  | 2   | 2   | 20  | 10   | 7     |
| 7                                                                        | CA Vélez Sarsfield         | 10    | 6  | 1   | 3   | 19  | 13   | 8     |
| 8                                                                        | CR Vasco da Gama           | 10    | 5  | 2   | 3   | 17  | 13   | 10    |
| 9                                                                        | Unión Española             | 10    | 4  | 2   | 4   | 14  | 16   | 14    |
| 10                                                                       | Internacional Porto Alegre | 10    | 3  | 4   | 3   | 13  | 15   | 10    |
| 11                                                                       | CA Lanús                   | 8     | 4  | 1   | 3   | 13  | 14   | 9     |
| 12                                                                       | Deportivo Quito            | 8     | 4  | 1   | 3   | 13  | 15   | 11    |
| 13                                                                       | Club Bolívar               | 8     | 4  | 1   | 3   | 13  | 11   | 16    |
| 14                                                                       | Atlético Nacional          | 8     | 3  | 3   | 2   | 12  | 17   | 10    |
| 15                                                                       | Cruz Azul                  | 8     | 3  | 3   | 2   | 12  | 12   | 7     |
| 16                                                                       | CS Emelec                  | 8     | 3  | 1   | 4   | 10  | 7    | 11    |
| 17                                                                       | CR Flamengo                | 8     | 3  | 2   | 3   | 11  | 15   | 12    |
| 18                                                                       | Arsenal Sarandí            | 8     | 3  | 1   | 4   | 10  | 10   | 8     |
| 19                                                                       | Defensor Sporting          | 6     | 3  | 0   | 3   | 9   | 6    | 7     |
| 20                                                                       | Atlético Junior            | 6     | 2  | 1   | 3   | 7   | 8    | 8     |
| 21                                                                       | Club The Strongest         | 6     | 2  | 1   | 3   | 7   | 5    | 11    |
| 22                                                                       | Club Nacional de Football  | 6     | 2  | 0   | 4   | 6   | 5    | 7     |
| 23                                                                       | Godoy Cruz Antonio Tomba   | 6     | 1  | 2   | 3   | 5   | 10   | 16    |
| 24                                                                       | Club Nacional              | 6     | 1  | 1   | 4   | 4   | 6    | 13    |
| 25                                                                       | CA Peñarol                 | 8     | 2  | 2   | 4   | 8   | 11   | 14    |
| 26                                                                       | Club Olimpia               | 6     | 2  | 1   | 3   | 7   | 10   | 16    |
| 27                                                                       | CD Universidad Católica    | 6     | 1  | 3   | 2   | 6   | 6    | 11    |
| 28                                                                       | Club Juan Aurich           | 6     | 2  | 0   | 4   | 6   | 4    | 9     |
| 29                                                                       | Chivas de Guadalajara      | 6     | 1  | 1   | 4   | 4   | 2    | 12    |
| 30                                                                       | Alianza Lima               | 6     | 1  | 0   | 5   | 3   | 6    | 12    |
| 31                                                                       | Deportivo Táchira          | 6     | 0  | 3   | 3   | 3   | 4    | 15    |
| 32                                                                       | Zamora FC                  | 6     | 0  | 1   | 5   | 1   | 0    | 8     |
| 33                                                                       | Real Potosí                | 2     | 1  | 0   | 1   | 3   | 2    | 3     |
| 34                                                                       | CD El Nacional             | 2     | 1  | 0   | 1   | 3   | 2    | 4     |
| 35                                                                       | Tigres UANL Monterrey      | 2     | 0  | 1   | 1   | 1   | 2    | 3     |
| 36                                                                       | Once Caldas                | 2     | 0  | 1   | 1   | 1   | 2    | 4     |
| 37                                                                       | Sport Huancayo             | 2     | 0  | 1   | 1   | 1   | 1    | 4     |
| 38                                                                       | Caracas FC                 | 2     | 0  | 1   | 1   | 1   | 1    | 5     |
| Podsumowanie: 138 meczów, w tym 32 remisy, 365 bramek – 2,64 bramki/mecz |                            |       |    |     |     |     |      |       |